# Référendums liechtensteinois de 2024
Huit référendums ont lieu au Liechtenstein en 2024, dont trois le 21 janvier, puis un le 25 février, le 16 juin, le 22 septembre, le 27 octobre et le 1er décembre.
En janvier, la population (en) est amenée à se prononcer sur l'obligation d'installation de panneaux photovoltaïques sur les toits des bâtiments non résidentiels, sur une réforme des normes énergétiques dans le secteur du bâtiment visant à les calquer sur celles appliquées depuis 2014 en Suisse et depuis 2010 en Union européenne, ainsi que sur l'arrêt de l'envoi automatique des dossiers de santé électroniques aux bénéficiaires d'une assurance maladie. Les trois projets sont rejetés par les électeurs.
La population est amenée à se prononcer en février sur l'élection au scrutin direct des membres du gouvernement, qu'elle rejette également.
Le financement public du nouvel hôpital public de Vaduz est soumis au vote en juin. À l'inverse des quatre précédentes, cette proposition est approuvée. En septembre, l'adhésion du pays au Fonds monétaire international est également approuvée par les électeurs.
La privatisation de la radio publique Radio Liechtenstein est approuvée fin octobre. Enfin, un dernier vote sur le refinancement du régime de retraite des entreprises de l'État intervient début décembre, et voit le refinancement validé.
Avec un total de huit questions soumise au vote des électeurs, l'année 2024 constitue ainsi un record dans l'histoire de la démocratie directe au Liechtenstein.

## Référendums de janvier

### Photovoltaïque et efficacité énergétique

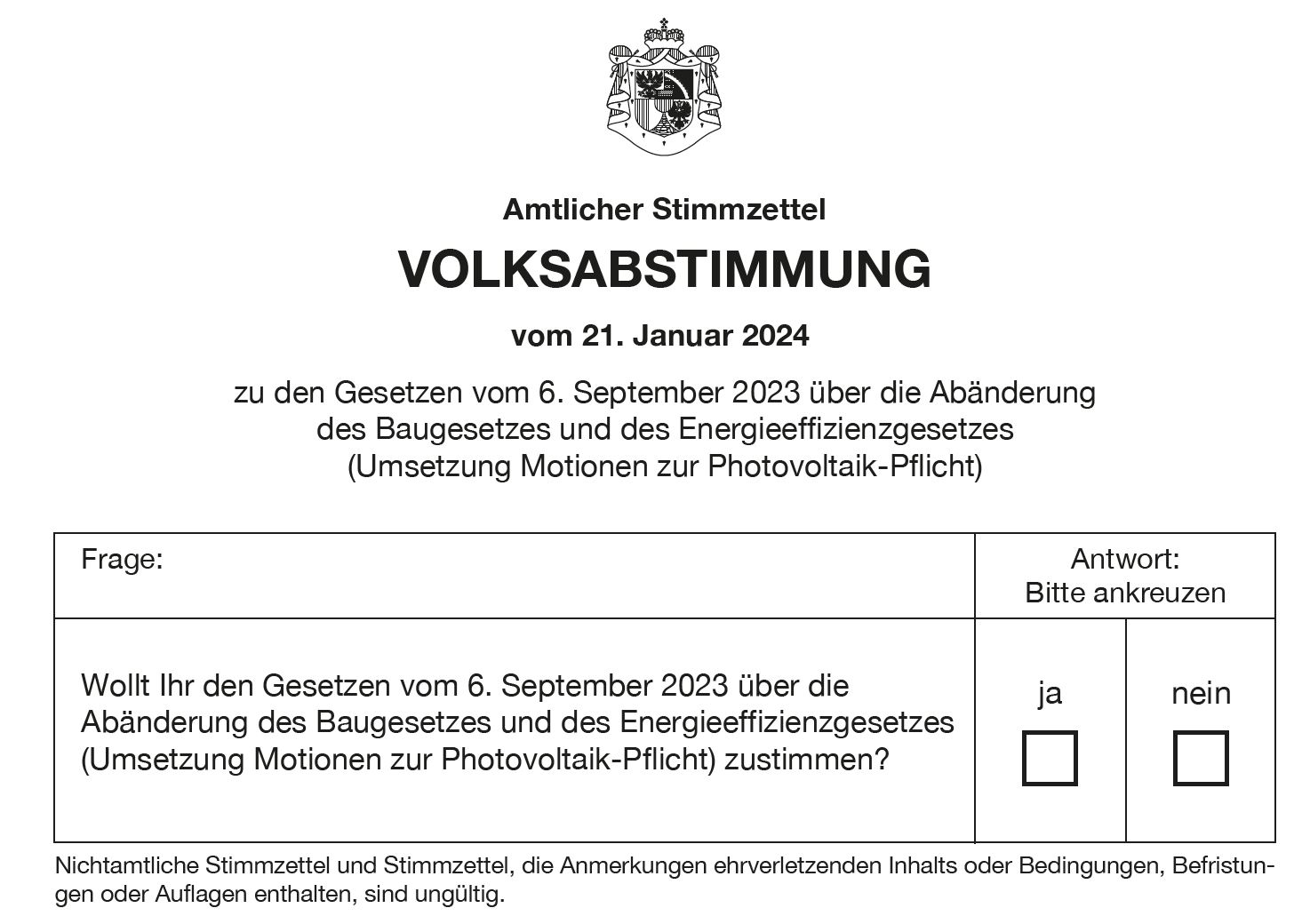
Bulletin de vote utilisé pour le premier projet

Le 6 avril 2022, le Landtag vote une motion du parti d'opposition Liste libre (FL) appelant le gouvernement conduit par l'Union patriotique (VU) et le Parti progressiste des citoyens (FBP) à rendre obligatoire l'installation de panneaux photovoltaïques sur les toits des bâtiments non résidentiels. La motion du Landtag conduit le gouvernement à lui soumettre le 31 janvier 2023 un projet de loi visant à adapter la législation nationale aux Modèles de prescriptions énergétiques des cantons suisses (MoPEC 2014) ainsi qu'à la révision de 2010 de la Directive européenne sur la performance énergétique des bâtiments,.
L'examen en première lecture du projet débute le 2 mars 2023. Si le parlement vote à l'unanimité la proposition de la FL, incluant ainsi les voix de la VU, du FBP et de l'autre parti d'opposition, les Démocrates pour le Liechtenstein (DpL), il s'oppose en revanche à l'interdiction du chauffage au fioul et au gaz naturel,. Lors de l'examen en seconde lecture le 6 juillet, le gouvernement décide par conséquent de supprimer l'interdiction en question mais également de scinder le projet en deux, les deux projets étant finalement votés séparément par le Landtag le 7 septembre.

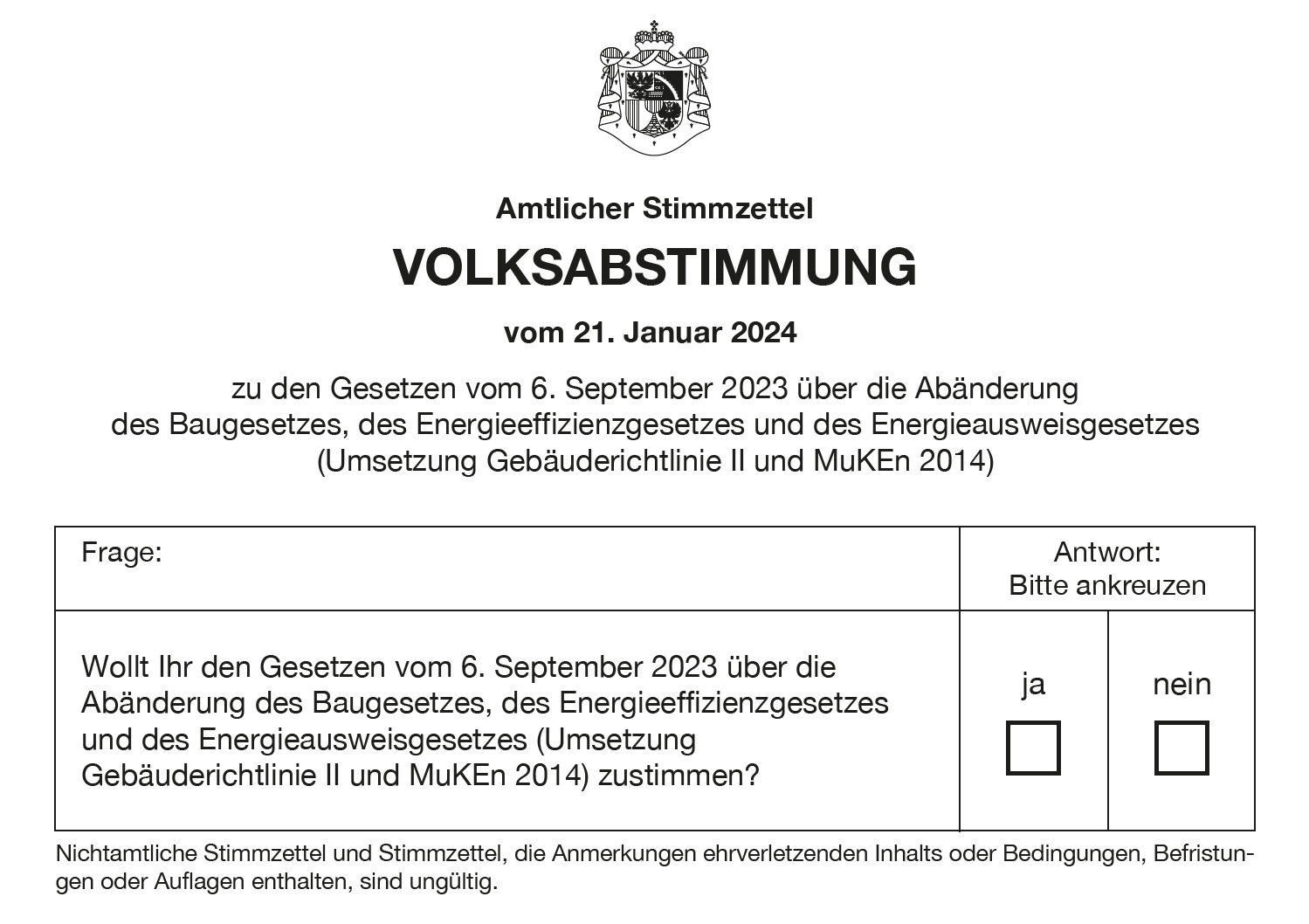
Bulletin de vote utilisé pour le second projet

Le premier projet porte ainsi sur la modification de trois lois visant à mettre en œuvre la proposition de la FL. L'obligation de pose de panneaux photovoltaïques s'applique immédiatement aux bâtiments non résidentiels neufs, ceux déjà existants ayant jusqu'en 2035 pour l'effectuer. Les bâtiments résidentiels ne sont concernés que dans le cadre d'un remplacement complet du toit, tandis que des exceptions sont prévues pour tous les bâtiments en cas d'infaisabilité technique ou économique. L’État prend en charge jusqu'à 75 % du coût de la pose pour les particuliers, et jusqu'à 65 % pour les entreprises.
Le second projet concerne les modifications de la législation liechtensteinoise afin d'appliquer les MoPEC 2014 et la directive européenne. Sont ainsi concernées la loi sur la construction (Baugesetzes BauG), la loi sur l'efficacité énergétique (Energieeffizienzgesetzes EEG) et la loi sur les certificats de performance énergétique (Energieausweisgesetzes EnAG). Le projet ne les applique cependant qu'en partie, en renonçant à intégrer l'interdiction du chauffage au fioul et au gaz, y compris dans les bâtiments neufs. La nouvelle législation impose néanmoins que le remplacement des systèmes de chauffage des bâtiments antérieurs à 2003 inclue une réduction de 10 % de la consommation, ou couvre ce pourcentage par l'utilisation d'énergies renouvelables. L’État simplifie et facilite également l'installation de pompe à chaleur et le remboursement du système jusqu'à 35 % du montant des travaux.
Un comité de collecte de signatures à l'encontre de chacune des deux lois est cependant formé. Après une période de collecte qui s'étend du 13 septembre au 13 octobre 2023, le comité dépose le dernier jour un total de 2 806 signatures à l'encontre du premier projet, et 2 819 contre le second. Après examen, le gouvernement en déclare respectivement 2 805 et 2 813 valides. Il s'agit dans les deux cas d'un référendum facultatif d'origine populaire : dans le cadre de l'article 66 de la constitution, le projet de loi voté par le Landtag fait l'objet d'une demande de mise à la votation par un minimum de 1 000 inscrits dans un délai de trente jours,,.
Le gouvernement appelle dès lors à voter oui aux deux propositions. En outre, le 13 novembre 2023, une coalition de dix organisations nationales à but non lucratif se constitue sous le nom d'« avenir énergétique du Liechtenstein » (Energiezukunft Liechtenstein) afin de soutenir les deux projets de loi du gouvernement,. Sept jours plus tard, un comité transpartisan « Oui, modèles d'énergie des comités » (Ja-Komitees Energievorlagen) se constitue à son tour, réunissant des membres de la VU, de la FL, du FBP ainsi que de leurs sections jeunesses.

### Dossier électronique de santé

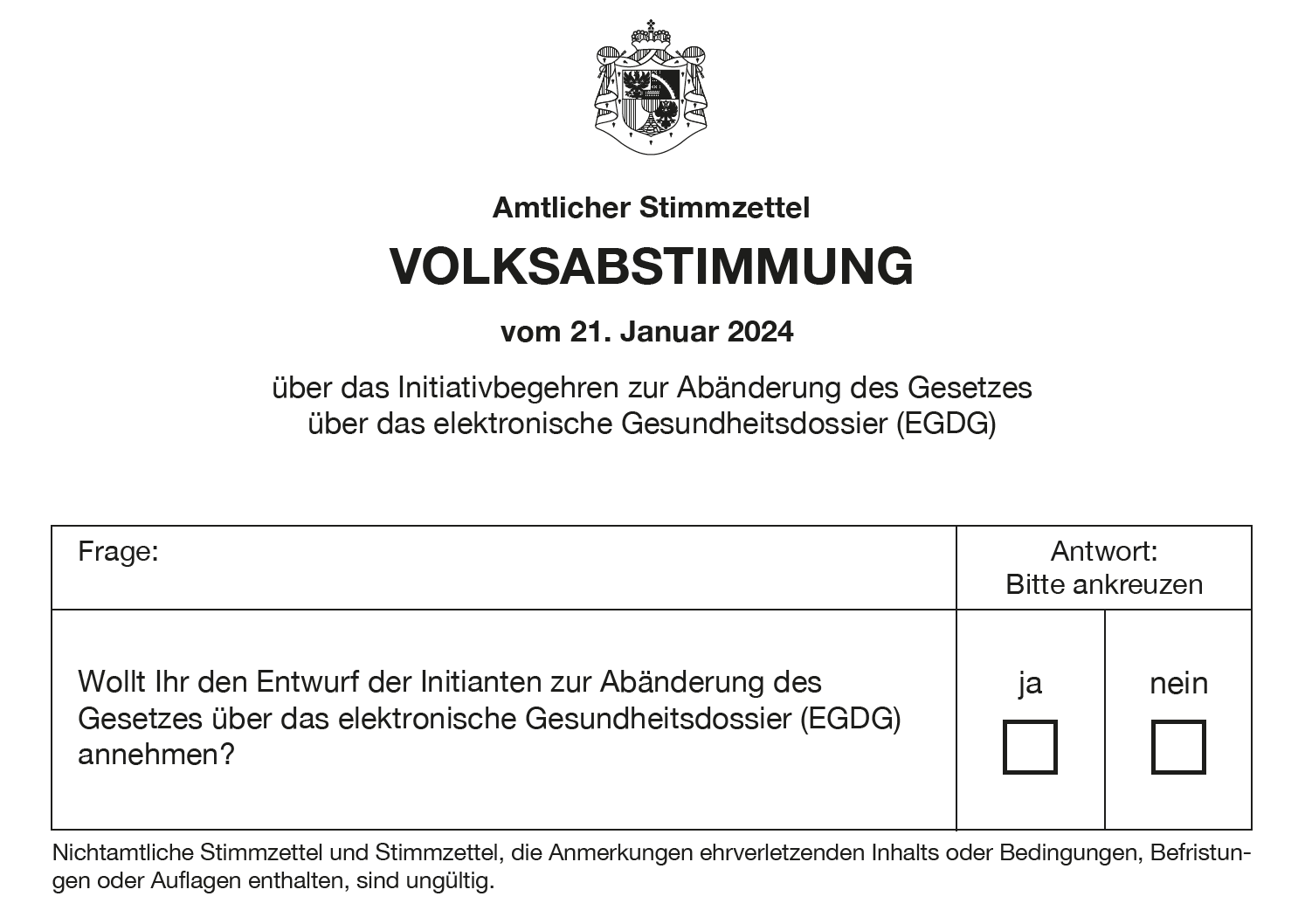
Bulletin de vote utilisé

Depuis le 1er janvier 2023, tous les Liechtensteinois bénéficiant d'une assurance maladie reçoivent automatiquement un dossier électronique de santé (elektronisches Gesundheitsdossier, ou eGD) qui contient l'historique de leurs données médicales, leurs problèmes de santé et leurs traitements. Le refus de l'envoi de l'eGD est à l'initiative des citoyens sur le modèle de l'opt out, à la manière de ce qui se fait alors chez le voisin autrichien. La création d'un dossier contenant des données de santé très personnelles sans le consentement de la personne fait alors l'objet de critiques.
En réaction, un comité de collecte de signatures est mis en place début 2023 en vue d'organiser une initiative populaire — qui prend le nom d'« Initiative visant à modifier la loi sur les dossiers électroniques de santé » (Initiative zur Abänderung des Gesetzes über das elektronische Gesundheitsdossier) — afin de remplacer cet opt out par un système d'opt in dans lequel l'eGD ne serait plus envoyé automatiquement, mais à la seule demande de l'individu. Porté notamment par une membre des Démocrates pour le Liechtenstein, Gabriele Haas, le projet est soumis aux autorités le 18 avril, mais reporté le 11 juillet à la session parlementaire suivante, avant d'être finalement validé le 5 septembre, ouvrant la voie à la période de collecte. Celle ci s'étend du 15 septembre au 27 octobre suivant, pour un total de 1 829 signatures récoltées, dont 1 828 sont déclarées valides par le gouvernement le 3 novembre,,.
L'initiative ayant réuni les signatures de plus de 1 000 inscrits en moins de six semaines, elle est présentée au Landtag dans le cadre de l'article 64-2 de la constitution. Le parlement la rejette le 8 novembre 2023 par 5 voix pour et 20 contre, entraînant sa mise à votation. Le Gouvernement appelle en retour à rejeter  l'initiative,.

### Résultats de janvier

#### Photovoltaïque obligatoire sur le non résidentiel
| Choix                  | Votes  | %     |
| ---------------------- | ------ | ----- |
| Pour                   | 4 615  | 33,05 |
| Contre                 | 9 350  | 66,95 |
|                        |        |       |
| Votes valides          | 13 965 | 99,42 |
| Votes blancs           | 8      | 0,05  |
| Votes invalides        | 73     | 0,51  |
| Total                  | 14 046 | 100   |
| Abstention             | 6 904  | 32,95 |
| Inscrits/Participation | 20 950 | 67,05 |

#### Lois sur l'efficacité énergétique
| Choix                  | Votes  | %     |
| ---------------------- | ------ | ----- |
| Pour                   | 4 857  | 34,84 |
| Contre                 | 9 083  | 65,16 |
|                        |        |       |
| Votes valides          | 13 940 | 99,26 |
| Votes blancs           | 13     | 0,09  |
| Votes invalides        | 91     | 0,64  |
| Total                  | 14 044 | 100   |
| Abstention             | 6 906  | 32,96 |
| Inscrits/Participation | 20 950 | 67,04 |

#### Opt-in des dossiers électroniques de santé
| Choix                  | Votes  | %     |
| ---------------------- | ------ | ----- |
| Pour                   | 6 391  | 46,05 |
| Contre                 | 7 486  | 53,95 |
|                        |        |       |
| Votes valides          | 13 877 | 99,17 |
| Votes blancs           | 11     | 0,08  |
| Votes invalides        | 105    | 0,75  |
| Total                  | 13 993 | 100   |
| Abstention             | 6 957  | 33,21 |
| Inscrits/Participation | 20 950 | 66,79 |

## Référendum de février

### Élection au scrutin direct du gouvernement

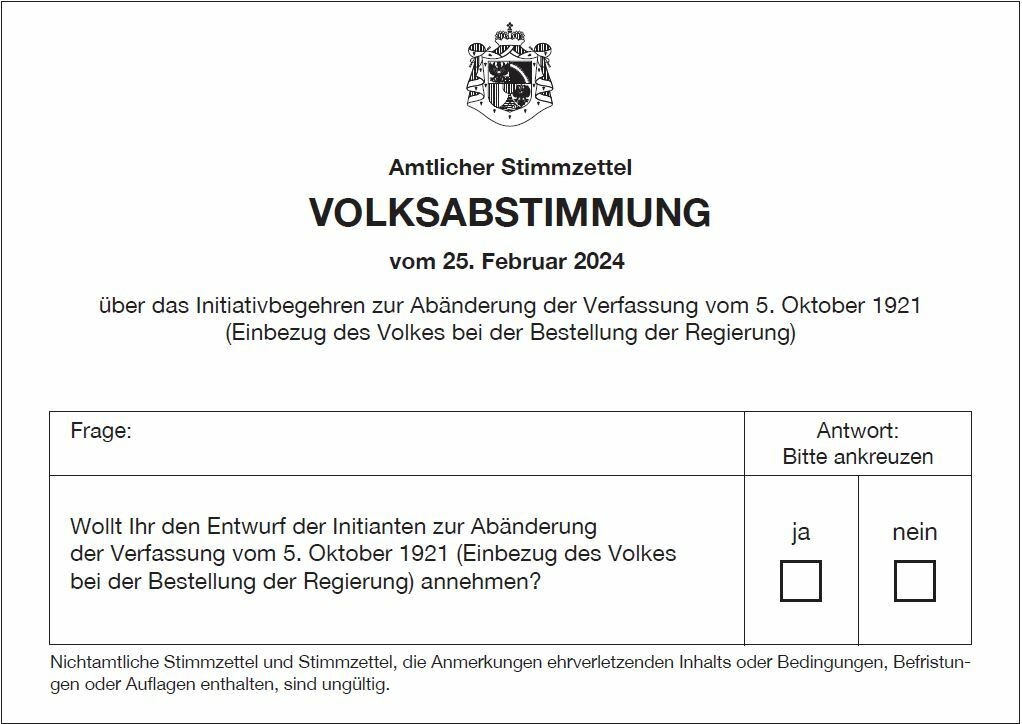
Bulletin de vote utilisé pour le projet de février

Le système politique du Liechtenstein prend la forme d'un régime parlementaire où le Gouvernement, composé du Chef du gouvernement et de quatre conseillers, est choisi par le Landtag — lui même élu au scrutin direct — et demeure responsable devant lui, en étant soumis à des votes de confiance ou de censure.
Le parti Démocrates pour le Liechtenstein dépose le 7 juin 2023 une initiative populaire visant à modifier la constitution afin d'instaurer l'élection au scrutin direct et secret des membres du gouvernement, ces derniers devant ensuite être validés par le Landtag puis obtenir l'assentiment du Prince.
Le texte prévoit ainsi l'élection de deux conseillers gouvernementaux dans l'Oberland et de deux autres dans l'Unterland, le chef du gouvernement étant quant à lui élu par l'ensemble des électeurs des deux circonscriptions. Une fois élus, ces cinq membres se présenteraient devant le Landtag afin de se soumettre individuellement à une motion de confiance. Un rejet de la confiance envers un ou plusieurs des membres entrainerait la dissolution du Landtag et la convocation d'élections anticipées. En cas de votes favorables, les membres se présenteraient devant le Prince afin de voir valider leur nomination au gouvernement. En cas de rejet d'un membre par le Prince, son poste devenu vacant est pourvu par une nouvelle élection dans les quatre mois,.
Le projet est jugé admissible par les autorités le 4 septembre 2023, ouvrant la voie à la période de collecte de signatures. Celle ci s'étend du 13 octobre au 24 novembre suivant, pour un total de 1 994 signatures récoltées, dont 1 956 sont déclarées valides par le gouvernement le 28 novembre.
Il s'agit d'un référendum constitutionnel d'origine populaire : dans le cadre de l'article 64-2 de la constitution, le projet de révision de la constitution fait l'objet d'une demande de mise au vote par un minimum de 1 500 inscrits. Le nombre requis de signatures ayant été réuni, le projet d'amendement est présenté au Landtag, qui le rejette le 5 décembre par 3 voix pour et 22 contre, déclenchant sa mise à référendum sous trois mois. Sept jours plus tard, le référendum est fixé par le Landtag au 25 février 2024,.

### Résultats de février
| Choix                  | Votes  | %      |
| ---------------------- | ------ | ------ |
| Pour                   | 4 380  | 32,00  |
| Contre                 | 9 309  | 68,00  |
|                        |        |        |
| Votes valides          | 13 689 | 99,39  |
| Votes blancs           | 27     | 0,20   |
| Votes invalides        | 57     | 0,41   |
| Total                  | 13 773 | 100    |
| Abstention             | 7 191  | 34, 30 |
| Inscrits/Participation | 20 964 | 65,70  |

## Référendum de juin

### Financement public du nouvel hôpital public de Vaduz

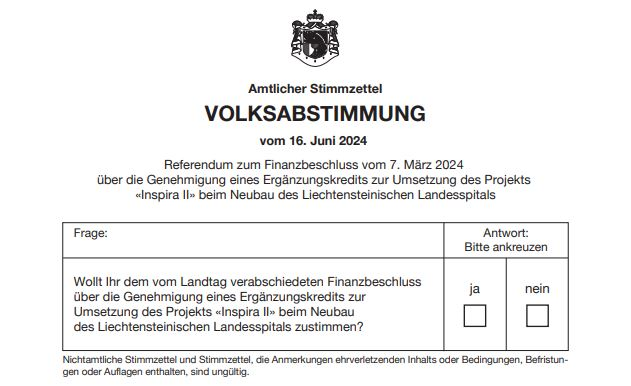
Bulletin de vote utilisé pour le projet de juin

En 2011, la population rejette au cours d'un référendum d'origine populaire le projet voté par le Landtag de construction d'un nouvel hôpital dans la capitale, Vaduz, pour un coût total de 83 millions de francs suisses financés par un emprunt.
À la suite de ce rejet, une commission est établie pour mettre en œuvre un nouveau projet plus modeste, le refus de la population ayant été fondé au cours de la campagne référendaire sur son coût, jugé excessif. Le second projet d’hôpital se chiffre ainsi à 65,5 millions de francs suisses, toujours financés par l'emprunt. Il est voté en septembre 2019 par le Landtag, qui conditionne cependant l'emprunt à un vote favorable lors d'un nouveau référendum. Organisé le mois suivant, celui-ci voit la population approuver le projet par 56 % des voix,.
La construction du nouvel hôpital subit cependant des coûts supplémentaires de plus de 21 millions de francs suisses, dans un contexte de forte hausse de l'inflation au niveau mondial, qui provoque une hausse similaire des prix des matériaux. Face à un dépassement de budget de près de 33 %, le chantier est mis à l'arrêt en 2022,. Le 7 février 2024, le gouvernement soumet finalement au Landtag plusieurs propositions de modification du projet. Les parlementaires retiennent celle d'un prêt supplémentaire de 6,04 millions de francs suisses, « Inspira II », qu'ils votent le 7 mars suivant par 22 voix contre 3. Le bâtiment se voit doté de panneaux photovoltaïques et de moyens de lutte contre les pandémies, quatre ans après l'éclatement de la Pandémie de Covid-19 au Liechtenstein. L'un des projets, qui prévoyait l'ajout d'une maternité, n'est finalement pas retenu,,.
Face au rejet d'une mise à référendum par 15 voix contre 10 au Landtag, un comité de collecte de signatures se met en place. La collecte s'étend du 13 mars au 12 avril 2024, pour un total de 1 692 signatures récoltées, dont 1 690 sont déclarées valides par le gouvernement à la clôture de la collecte. Ce dernier fixe quatre jours plus tard le scrutin au 16 juin,,. Il s'agit ainsi d'un référendum facultatif d'origine populaire sur une question budgétaire : dans le cadre de l'article 66 de la constitution, le budget alloué par le Landtag fait l'objet d'une demande de mise à la votation par au moins 1 000 inscrits,.

### Résultats de juin
| Choix                  | Votes  | %     |
| ---------------------- | ------ | ----- |
| Pour                   | 7 468  | 54,04 |
| Contre                 | 6 352  | 45,96 |
|                        |        |       |
| Votes valides          | 13 820 | 99,47 |
| Votes blancs           | 14     | 0,10  |
| Votes invalides        | 60     | 0,43  |
| Total                  | 13 894 | 100   |
| Abstentions            | 7 124  | 33,89 |
| Inscrits/Participation | 21 018 | 66,11 |

## Référendum de septembre

### Adhésion au Fonds monétaire international

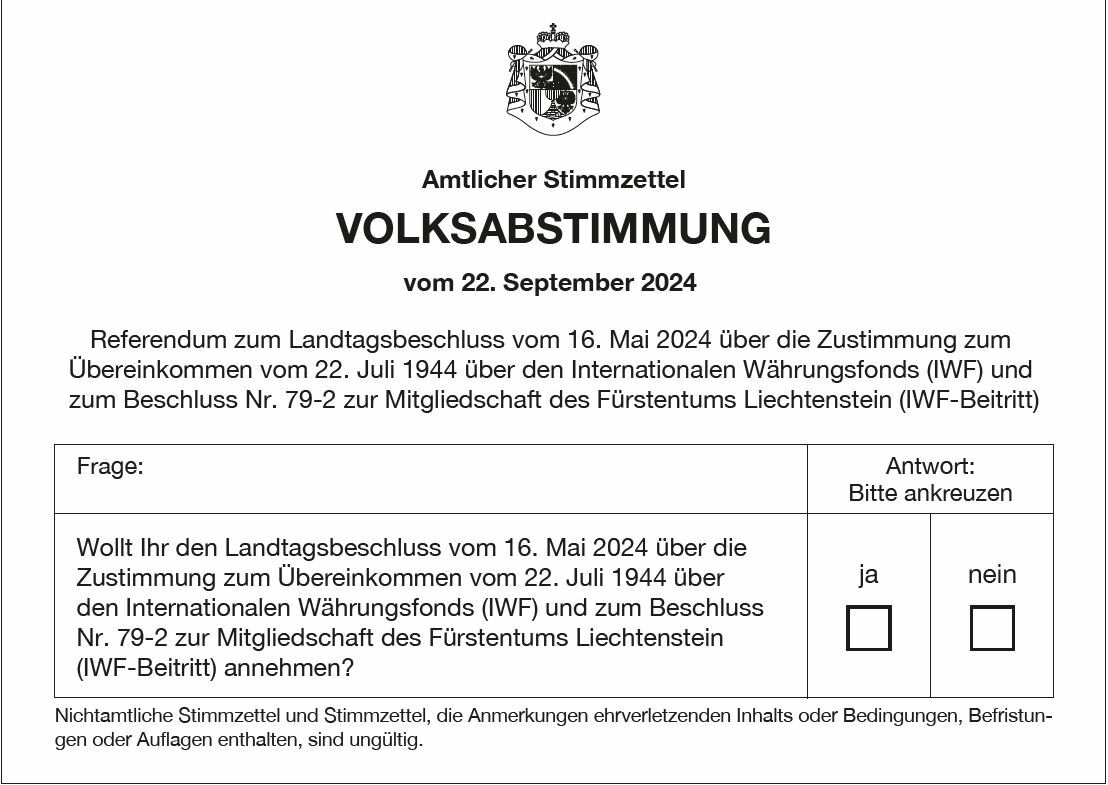
Bulletin de vote utilisé pour le projet de septembre

Courant 2022 le gouvernement propose d'entamer des négociations sur l'adhésion du pays au Fonds monétaire international (FMI), ce que le Landtag valide le 2 septembre de la même année. Un groupe de travail est formé le 25 octobre suivant, avant de mener des négociations préalables avec des représentants du FMI en Suisse. La demande d'adhésion est officiellement soumise le 26 mai 2023, et les négociations formelles du 27 novembre au 7 décembre 2023. Ces dernières ont lieu au Liechtenstein, et conduisent à des rencontres avec des représentants politiques et économiques ainsi que des hauts fonctionnaires, à l'issue desquelles les services du FMI rédigent un rapport sur l'économie du pays et établissent sa quote-part de participation au capital du fonds monétaire, fixée à 100 millions de Droits de tirage spéciaux (environ 120 millions de Francs suisses). Les conclusions du rapport sont approuvées le 8 avril 2024 par le Conseil des gouverneurs du FMI, validant ainsi officiellement la candidature du Liechtenstein. Comme tout membre du fonds, le pays pourrait ainsi obtenir des prêts, à condition de se soumettre à ses mesures de politique financière,,.
L'adhésion est votée au Landtag le 16 mai 2024 par 16 voix pour et 9 contre, les parlementaires rejetant le même jour une mise à référendum du projet par 3 voix pour et 19 contre,. Le vote ouvre cependant la possibilité d'une convocation d'un référendum facultatif d'origine populaire sur l'adhésion à un traité international : dans le cadre de l'article 66b de la constitution, l'adhésion peut ainsi faire l'objet d'une demande de mise à la votation par au moins 1 500 inscrits dans un délai de quatre semaines,. Le délai court ainsi du 22 mai au 21 juin 2024. Un comité de signature formé le 31 mai par 17 citoyens parvient à réunir dans les temps un total de 2 745 signatures, qui sont validées le 25 juin par le gouvernement. Ce dernier fixe sept jours plus tard le scrutin au 22 septembre,,,. L'adhésion est notamment soutenue par le chef du gouvernement, Daniel Risch, et le prince-régent Alois,.

### Résultats de septembre
| Choix                  | Votes  | %     |
| ---------------------- | ------ | ----- |
| Pour                   | 6 920  | 55,80 |
| Contre                 | 5 481  | 44,20 |
|                        |        |       |
| Votes valides          | 12 401 | 99,05 |
| Votes blancs           | 16     | 0,13  |
| Votes invalides        | 103    | 0,82  |
| Total                  | 12 520 | 100   |
| Abstention             | 8 594  | 40,70 |
| Inscrits/Participation | 21 114 | 59,30 |

## Référendum d'octobre

### Privatisation de Radio L

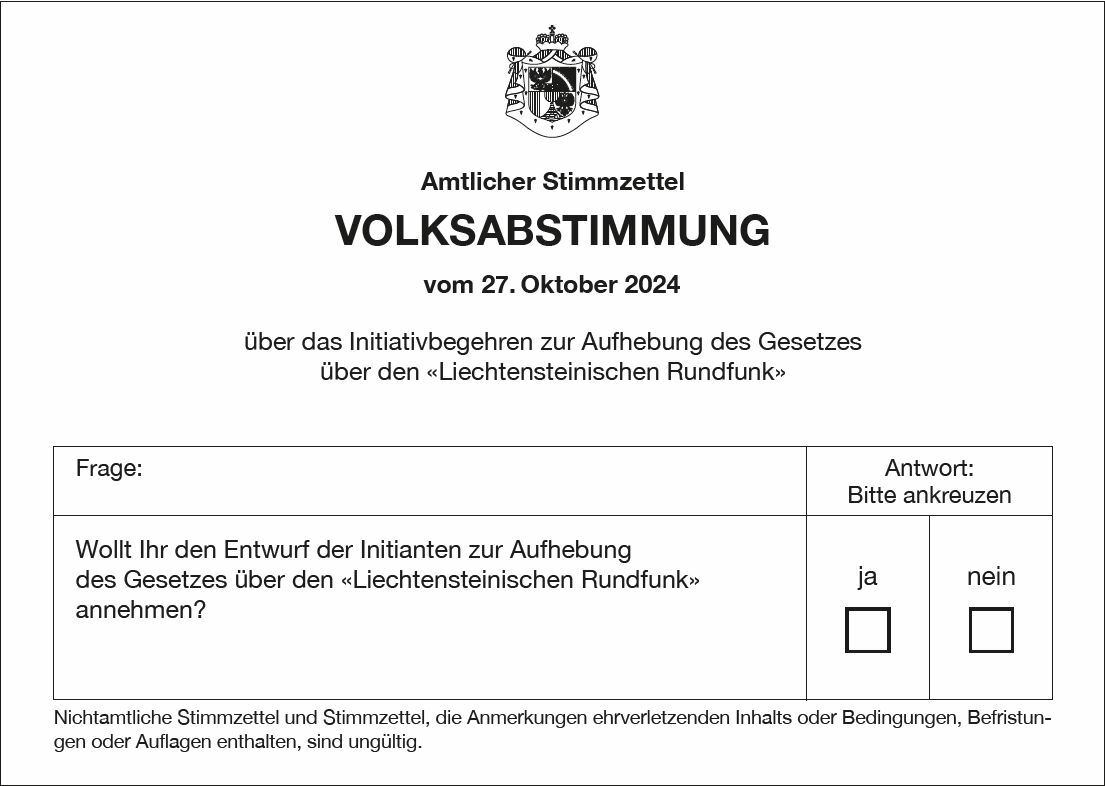
Bulletin de vote utilisé pour le projet d'octobre

Le parti des Démocrates pour le Liechtenstein (DpL) propose au Landtag la privatisation de la radio publique Radio Liechtenstein, ce qui est rejeté par les parlementaires le 6 septembre 2023. En réponse, le DpL, qui juge trop élevées les dépenses publiques consacrée à la radio, annonce six jours plus tard la mise en place d'une initiative populaire visant à abroger la loi sur la mise en place de Radio Liechtenstein, avec une entrée en vigueur fixée au 1er janvier 2026,,. L'initiative fait l'objet d'un examen préliminaire le 5 mars 2024, et est jugée recevable le 12 juin,. Le lendemain même, le Landtag vote une loi sur le financement des médias qui augmente la contribution annuelle de l'Etat à Radio Liechtenstein de 3,40 à 3,95 millions de Franc suisse. L'augmentation intervient sur la proposition du député de l'Union patriotique (VU), Manfred Kaufmann, qui met en avant son importance dans le paysage médiatique liechtenstenois, notamment en matière d'informations de la population lors de situations d'urgence,.
Après une période de collecte qui s'étend du 21 juin au 2 août 2024, le comité de collecte de signature formé par le DpL dépose un total de 1 729 signatures, qui sont toutes déclarées valides le 20 août,. L'initiative ayant réunie les signatures de plus de 1 000 inscrits en moins de six semaines, elle est présentée au Landtag dans le cadre de l'article 64-2 de la constitution. Le parlement la rejette le 4 septembre 2024 par 2 voix pour et 23 contre — seul le DpL ayant voté pour —, entraînant sa mise à votation. Le Gouvernement se retrouve divisé sur la consigne de vote à donner sur l'initiative, dont la date est fixée au 27 octobre 2024,. La VU finit en effet par décider d'appeler à voter en faveur de la proposition, tandis que le Parti progressiste des citoyens (FBP) appelle à voter contre.

### Résultats d'octobre
| Choix                  | Votes  | %     |
| ---------------------- | ------ | ----- |
| Pour                   | 6 786  | 55,43 |
| Contre                 | 5 457  | 44,57 |
|                        |        |       |
| Votes valides          | 12 243 | 99,21 |
| Votes blancs           | 25     | 0,20  |
| Votes invalides        | 72     | 0,59  |
| Total                  | 12 340 | 100   |
| Abstention             | 8 778  | 41,57 |
| Inscrits/Participation | 21 118 | 58,43 |

### Suites
Le financement publique de la radio doit initialement courir jusqu'à fin 2025. Faute de repreneur privé, cependant, le gouvernement décide de mettre fin au financement à la fin du 1er trimestre 2025. Un report de la privatisation est auparavant demandé par RSF, sans succès. Radio Liechtenstein cesse ainsi d'émettre le 3 avril 2025 à 18 heures. La dernière chanson diffusée est The show must go on

## Référendum de décembre

### Régime de retraite des entreprises de l'État

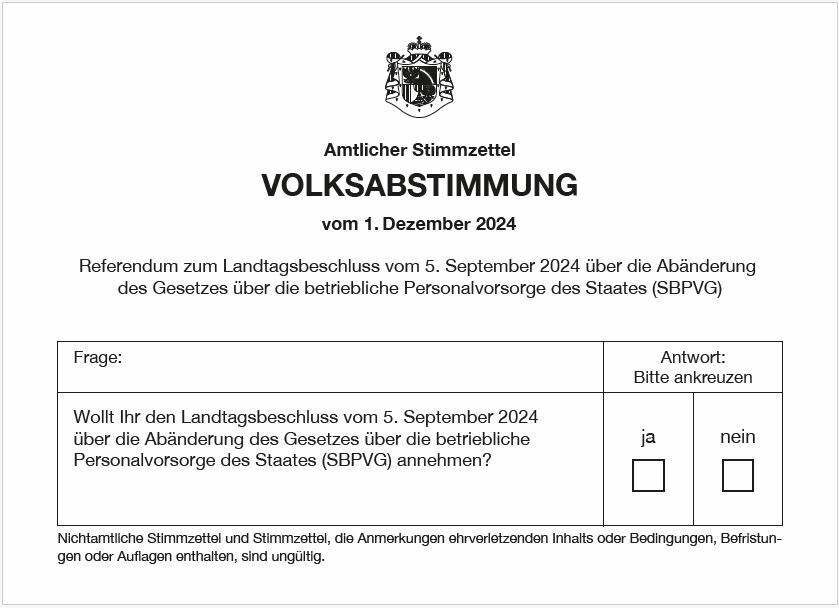
Bulletin de vote utilisé en décembre

La dernière restructuration du régime de retraite des entreprises de l'État dans la Principauté du Liechtenstein (SBPVG) date d'une précédente loi elle même mise à référendum et approuvée par les électeurs en 2014. Entrée en vigueur le 1er juillet de la même année, la restructuration implique notamment un prêt à taux zéro de l'État à la Fondation de prévoyance du personnel (SPL) d'un montant de 100 millions de francs suisses, pour un total de refinancement de 300 millions,. Courant 2024, le gouvernement décide de convertir 93,5 millions de francs du prêt en fonds propre, afin de stabiliser les finances de la SPL. Le Landtag vote la réforme le 5 septembre 2024 par 22 voix pour et 3 contre,.
Un comité référendaire est mis en place sous l'égide des Démocrates pour le Liechtenstein, qui s'étaient opposé sans succès à la réforme au Landtag. Le parti s'oppose en effet au financement de la SPL, jugeant inégalitaire le financement par l’État des retraites des seuls bénéficiaires de ce fond. Les opposants à la réforme critiquent également ce financement supplémentaire dix ans à peine après celui de 2014, malgré les promesses du gouvernement de l'époque qu'il s'agirait du dernier. La collecte de signatures s'étend du 11 septembre au 11 octobre 2024, pour un total de 1 962 signatures récoltées, qui sont toutes déclarées valides par le gouvernement à la clôture de la collecte. Ce dernier fixe le jour même le scrutin au 1er décembre 2024. Il s'agit ainsi d'un référendum facultatif d'origine populaire sur une question budgétaire : dans le cadre de l'article 66 de la constitution, le budget alloué par le Landtag fait l'objet d'une demande de mise à la votation par au moins 1 000 inscrits,.

### Résultats de décembre
| Choix                  | Votes  | %     |
| ---------------------- | ------ | ----- |
| Pour                   | 6 581  | 52,65 |
| Contre                 | 5 919  | 47,35 |
|                        |        |       |
| Votes valides          | 12 500 | 99,33 |
| Votes blancs           | 15     | 0,12  |
| Votes invalides        | 69     | 0,55  |
| Total                  | 12 584 | 100   |
| Abstention             | 8 551  | 40,46 |
| Inscrits/Participation | 21 135 | 59,54 |